# マンガクロス
『マンガクロス』（MANGA CROSS）は、秋田書店が2018年7月10日に開設したウェブコミック配信サイト。編集長は小山芳弘。
当初は毎週火曜日と木曜日の更新だったが、後に月曜日から金曜日の週5日更新に変更。同社の『Champion タップ!』と『チャンピオンクロス』を統合し、双方の連載中の作品は全て継続されていたほか、秋田書店刊行分の一部作品の再掲載も行っていた。
2019年2月19日より会員向けサービスを開始。
2024年4月23日、リニューアルして名称を『チャンピオンクロス』に変更。『マンガクロス』オリジナル作品のほか、秋田書店の雑誌に掲載されている作品も配信される。

## 掲載作品一覧

### チャンピオンクロス（2024年～）で継続
- あの頃、私たちは魔法使いでした。（星乃花束）2023年5月4日 - 2024年4月11日
- 異世界チート戦士&魔法使い（原作：内田健 / 作画：氷室雫）2023年11月13日 - 2024年4月8日
- うちの弟子がいつのまにか人類最強になっていて、なんの才能もない師匠の俺が、それを超える宇宙最強に誤認定されている件について（原作：アキライズン / 漫画：内々けやき / キャラクター原案：toi8）2021年3月30日 - 2024年3月26日
- 鬱ごはん（施川ユウキ）2020年1月21日 - 2024年4月3日、※『ヤングチャンピオン烈』より一部の話を再掲載の他、新作あり
- うるしうるはし（原作：樋渡りん / 作画：もりちか）2023年6月28日 - 2024年3月27日
- エロントロピーが止まらない!〜JK巫女のラブレッスン〜（原作：青橋由高、作画：ぜろのりく）2023年10月18日 - 2024年4月17日
- 「おかえり、パパ」（蝉丸）2022年8月29日 - 2024年4月22日
- 織田家の長男に生まれました 〜戦国時代に転生したけど、死にたくないので改革を起こします〜（原作：大沼田伊勢彦 / 漫画：逸見兎歌 / 原作キャラクター：平沢下戸）2022年6月8日 - 2024年4月10日
- おひ釣りさま（とうじたつや）2018年7月19日 - 2024年4月18日
- 織津江大志の異世界クリ娘サバイバル日誌（原作：KAKERU / 漫画：瀬口たかひろ）2020年3月17日 - 2024年3月26日、※「科学的に存在しうるクリーチャー娘の観察日誌」のスピンオフ作品
- 怪人ミラの第2形態が可愛すぎる（吉田達弥）2023年8月23日 - 2024年4月10日
- 科学的に存在しうるクリーチャー娘の観察日誌（KAKERU）2018年8月7日 - 2024年4月9日
- 上伊那ぼたん、酔へる姿は百合の花（塀）2019年3月19日 - 2024年3月26日
- かわいい後輩に言わされたい（川村拓）2019年7月18日 - 2024年4月18日
- 君とアポカリプス（むうりあん）2024年1月26日 - 2024年3月29日
- キミに恋する三姉妹（saku）2023年8月15日 - 2024年4月9日
- 宮廷をクビになった植物魔導師はスローライフを謳歌する〜のんびり世界樹を育てたら、最強領地ができました〜（原作：蛙田アメコ / 漫画：十三木考 / キャラクター原案：又市マタロー）2023年2月21日 - 2024年4月16日
- 京四郎 少年ヤクザ編（樋田和彦）2023年5月1日 - 2024年3月4日
- CREWでございます!（御前モカ）2018年7月10日 - 2023年4月4日
- クロスオーバーレブ!（山口かつみ）2019年3月14日 - 2024年4月12日
- サエイズム Second Season（内水融）2018年7月10日 - 2024年4月2日
- 少年ヴィジュアルロック（灰音アサナ）2024年1月5日 - 2024年4月19日
- シリアルキラーランド（小池ノクト）2021年8月25日 - 2024年3月27日
- スライム娘は侵食したい!（橋本くらら）2024年3月20日 - 2024年4月17日、※『週刊少年チャンピオン』より再掲載→移籍
- 聖闘士星矢EPISODE.G レクイエム（原作：車田正美 / 漫画：岡田芽武）2020年1月28日 - 2024年3月18日
- 大巨蟲列島（原作：藤見泰高 / 漫画：廣瀬周）2019年4月25日 - 2024年4月11日
- 玉森部長の妄想はとまらない（タツワイプ）2023年5月2日 - 2024年4月16日
- 同人女アパート建ててみた（賀来）2022年6月7日 - 2024年3月15日
- 徳川おてんば姫 〜最後の将軍のお姫さまとのゆかいな日常〜（西山優里子）2021年7月21日 - 2024年4月3日、※井手久美子『徳川おてんば姫』（東京キララ社）を原作とする
- ドルフィン（原作：岩橋健一郎 / 漫画：所十三）2018年7月10日 - 2024年3月18日
- ナインピークス NINE PEAKS（平川哲弘）2024年2月7日 - 2024年4月10日、※『週刊少年チャンピオン』より移籍
- 寝取り魔法使いの冒険（原作：まじかり / 漫画：糸杉柾宏 / キャラクター原案：まくわうに）2023年5月15日 - 2024年4月15日
- HIGHSPEED Étoile: L'Entrée de Towa et Kanata（原作・脚本：HIGHSPEED Étoile / 作画：御園ちあき）2023年10月23日 - 2024年4月8日
- 博多弁の女の子はかわいいと思いませんか?（新島秋一）2018年7月31日 - 2024年4月16日
- はるかリセット（野上武志）2021年7月2日 - 2024年4月19日
- 日陰魔女は気づかない 〜魔法学園に入学した天才妹が、姉はもっとすごいと言いふらしていたなんて〜（原作：相川仁 / 作画：ぢたま某 / キャラクター原案：タムラヨウ）2023年12月20日 - 2024年4月17日
- 瞳ちゃんは人見知り（夏海ちょりすけ）2018年9月20日 - 2024年4月18日
- 百魔の主 異世界で魔王チートは最強かもしれません（原作：葵大和 / 漫画：ぐーの キャラクター原案：まろ）2021年4月14日 - 2024年4月16日
- フェアウェイの声をきかせて（椎葉裕巳）2023年9月8日 - 2024年4月12日
- 僕の心のヤバイやつ（桜井のりお）2018年7月17日 - 2024年4月9日、※『週刊少年チャンピオン』から移籍
- 僕の生徒はオトナギャル（生駒陽）2021年2月23日 - 2024年3月26日
- 魔王の娘、すごくチョロい。（千明太郎）2020年6月16日 - 2024年4月3日
- 魔女先輩日報（餅田まか）2018年8月30日 - 2020年11月19日、2022年4月25日[5][注 1] - 2024年4月8日
- もういっぽん!（村岡ユウ）2023年4月6日 - 2024年4月11日、※『週刊少年チャンピオン』より移籍
- ラスボスラブデス/ラスボスラブデス（原作：桑島由一（フロントウイング）/ 漫画：瀬口たかひろ）2023年8月1日 - 2024年4月16日
- 璃寛皇国ひきこもり瑞兆妃伝 日々後宮を抜け出し、有能官吏やってます。（原作：しののめすぴこ / 漫画：迫ミサキ / キャラクター原案：toi8）2022年11月24日 -
- WORST外伝 サブロクサンタ 名もなきカラスたち（原案：高橋ヒロシ / 原作：キタハラタケヨ / 漫画：林たかあき / 脚本協力：増本庄一郎）2022年1月7日 - 2024年3月29日

### 連載終了
- 星姫村とちょっとオトナのないしょ話（あずまゆき）2018年7月10日 - 2018年8月7日、※『ヤングチャンピオン烈』で連載されていた『星姫村のないしょ話』の続編
- まゆたんのお家（山本賢治）2018年7月10日 - 2018年11月6日、※『チャンピオンRED』から移籍
- 聖闘士星矢EPISODE.G アサシン（原作：車田正美 / 漫画：岡田芽武）2018年7月10日 - 2019年8月27日、全118話
- 佐渡島ときどきラジオガール（ミサト）2018年7月10日 - 2020年2月11日
- シガレット&チェリー（河上だいしろう）2018年7月10日 - 2019年7月9日、2019年11月21日[注 2] - 2020年10月20日
- ベルリンは鐘（ニャロメロン）2018年7月12日 - 2019年7月11日、2019年10月8日 - 2019年12月16日[注 3]、※『週刊少年チャンピオン』と並行連載
- キミは俺の推しじゃない（浅田京麻）2018年7月12日 - 2019年8月1日、全24話
- 宝石王子と鉱物カフェ（草野祐）2018年7月12日 - 2019年9月26日、全24話
- おしえて。ポコ先生（水沢悦子）2018年7月12日 - 2022年8月8日
- Wake Up,Girls!リーダーズ（原作・監修：Green Leaves / 漫画：柏木香乃）2018年7月17日 - 2018年12月18日
- 美乃さんのそれ、さわってもいい?（生駒陽）2018年7月17日 - 2019年8月6日、全35話
- ばくおん!! 〜天野恩紗のニコイチ繁盛記〜（原作：おりもとみまな・作画：蒔野靖弘）2018年7月17日 - 2018年9月18日、※『ばくおん!!』のスピンオフ
- 津軽先輩の青森めじゃ飯!（仁山渓太郎）2018年7月17日 - 2021年5月4日、全73話
- 闘え! 春巻（原作：浜岡賢次/漫画：やぎさわ景一）2018年7月19日
- 先生、あたし誰にも言いません（藤緒あい）2018年7月19日 - 2019年9月12日、全12話
- グリザイア：ファントムトリガー -世界の果て-（原作：フロントウィング / 漫画：廣瀬周）2018年7月24日 - 2018年11月20日
- 吸血姫美夕 朔（原作：平野俊弘 / 漫画：垣野内成美）2018年7月24日 - 2020年10月13日
- 魔法少女サイトSept（原作：佐藤健太郎/漫画：宗我部としのり）2018年7月26日 - 2018年8月30日、※『魔法少女サイト』のスピンオフ
- 戦争めし（魚乃目三太）2018年7月31日 - 2018年8月20日
- セーブデータで恋をしてみた（理央）2018年8月2日 - 2019年12月5日、全30話
- うららちゃんはプロレスなんて大嫌い!（堀博昭）2018年8月7日 - 2019年6月4日、全28話
- ネットで会って30分で結婚を決めた話 無理しない婚（れのれの）2018年8月9日、※『ネットで会って30分で結婚を決めた話』特別編
- 秘すれば（かんの糖子）2018年8月28日 - 2019年6月25日
- 40歳からラジコンできるかな？〜断言しようラジコンはとてつもなく面白い!〜（阿部秀司）2018年10月30日 - 2022年6月6日
- 当て馬カノジョ（鈴菌カリオ）2018年11月22日 - 2020年2月20日
- 立石だらり呑み（麦原だいだい）2018年11月27日 - 2019年11月26日、全25話
- 巨蟲列島（原作：藤見泰高 / 漫画：廣瀬周）2018年12月28日 - 2019年3月28日
- 新しい上司はど天然（いちかわ暖）2019年2月5日 - 2021年4月22日
- 化けネコ葉月の姉妹事情（松原剛）2019年2月28日 - 2019年11月28日、全17話
- 冠さんの時計工房（樋渡りん）2019年3月19日 - 2021年10月19日、全31話
- 潮が舞い子が舞い（阿部共実）2019年4月18日 - 2023年6月8日、全27話、※『別冊少年チャンピオン』と連動連載
- キャプテンハーロック〜アルカディアの記憶〜（原作：松本零士 / バンドデシネ：ジェローム・アルキエ）2019年6月18日 - 2021年2月9日、全24話
- ハケンの忍者アカバネ（みなもと悠）2019年7月2日 - 2023年3月6日、全43話
- お姫様のお姫様（ホマレ）2019年7月18日 - 2021年7月5日、全23話
- 痛すぎる恋の処方箋（桜乃みか）2019年8月7日 - 2019年10月10日、全5話、※ 第一三共「トラフル」PR漫画
- 優駿の門 2020馬術（やまさき拓味）2019年9月6日 - 2021年8月20日、全100話
- ド直球彼氏×彼女 秋田版（ふじた渚佐）2019年12月10日 - 2020年2月27日
- 気持ちいい体（麦原だいだい）2020年2月11日 - 2021年3月23日、全28話
- 海喰い（原作：藤澤勇希 / 作画：戸田泰成）2020年3月10日 - 2021年10月26日
- 桜は竜門に登りて（呉助）2020年6月4日 - 2020年6月25日
- うそつきキツネの恋噺（めぷちん☆）2020年10月22日 - 2022年12月12日
- ぼくとわたしとママの夏（艶々）2021年1月14日 - 2021年7月8日、全7話
- やくならマグカップも こみからいず![6]（梶原おさむ）2021年1月28日 - 2022年8月25日
- 悪魔学校にかよう落ちこぼれ最強聖女がこの世の正義を全否定（原作：サイトウケンジ / 作画：垣野内成美）2021年2月18日 - 2023年6月22日、全24話
- 生徒会長と夢見る引きこもり（新島秋一）2021年3月2日 - 2021年5月25日
- BBG〜ベタブミガールズ〜（信長アキラ）2021年3月25日 - 2022年6月10日、全30話
- それでも君を幸せにしたい（原作：野呂俊介 / 作画：ときゎ）2021年4月1日 - 2022年10月6日、全29話
- マグロと下半身〜ウチらのアゲなマーメイドライフ〜（うすはる）2021年7月7日 - 2023年11月1日
- おなかがへったらきみをたべよう（たばよう）2021年7月12日 - 2021年11月15日、全19話
- 孤狼の血 LEVEL2（原作：柚月裕子 / 脚本：池上純哉 / 漫画：常石爾來也）2021年8月16日 - 2022年12月26日、全17話 ※映画作品のコミカライズ
- 隣のお姉さんが好き（藤近小梅）2021年8月25日 - 2023年10月4日、全47話
- 平田君、声だけめちゃくちゃ愛してる（杜若わか）2021年9月17日 - 2022年7月1日
- おうちビールを100倍おいしくする方法（あいろんぱん）2021年10月18日 - 2023年3月20日、全35話
- 優駿の門 ムンク（やまさき拓味）2021年10月22日 - 2024年2月23日
- READY BRAVO（古谷野孝雄）2021年10月25日 - 2023年6月26日、全18話
- をかしあやかし妖幼異聞〜妖怪保育園の事件簿〜（原作：吉野弘幸 / 漫画：フォイ）2021年10月27日 - 2023年7月18日、全18話
- はぐれ勇者の異世界バイブル 〜異世界でえちえち漫画描いてたら、聖書遣いとして崇められている件について。〜（那珂山みちる）2021年11月22日 - 2023年5月22日
- 八月のシンデレラナインS（原作：アカツキ / 漫画：星野倖一郎）2022年4月25日 - 2023年5月8日、全43話※『週刊少年チャンピオン』から移籍
- ハイパーハードボイルドグルメリポート新視覚版（原作：上出遼平 / 漫画：山本真太朗）2022年5月23日 - 2024年4月22日[7]
- メイドさんは吸血鬼（やすしげ）2022年7月19日 - 2023年11月22日
- ほどいて、むすんで（森宮正幸）2022年8月29日 - 2023年11月27日
- 妖怪犯科帳〜嫁は猫又〜（原作：神楽坂淳 / 構成：紗嶋 / 作画：朱ひゐろ）2022年10月6日 - 2023年10月19日
- メイカさんは押しころせない（佐藤ショーキ）2022年12月8日 - 2023年4月13日、※『週刊少年チャンピオン』より移籍
- 好きな女の子が私にだけなぜか厳しい（はちこ）2022年12月19日 - 2023年9月4日
- 異世界最強、日本でJKと婚活する。（こうし）2023年3月20日 - 2024年1月22日
- 40歳からラジコンできるかな？〜断言しようラジコンはとてつもなく面白い！〜TITC編（阿部秀司）2023年6月21日 - 2024年1月24日

### 再掲載作品
- ミラクれ!微超能力部（藤田まる美）2018年7月10日 - 2019年3月5日
- きみを死なせないための物語（漫画：吟鳥子 / 作画協力：中澤泉汰）2018年10月2日 - 2018年10月30日、※ミステリーボニータより
- スピーシーズドメイン（野呂俊介）2018年10月4日 - 2020年4月16日、※『別冊少年チャンピオン』より
- 英雄!シーザーさん（大江しんいちろう）2018年10月11日 - 2020年1月16日、※『別冊少年チャンピオン』より
- AIの遺電子（山田胡瓜）2018年12月6日 - 2020年8月13日、※『週刊少年チャンピオン』より
- 侵略!イカ娘（安部真弘）2019年4月22日 - 2020年8月12日、※『週刊少年チャンピオン』より
- クローズ（髙橋ヒロシ）2019年5月20日 - ※『月刊少年チャンピオン』より
- マウントセレブ金田さん（ニャロメロン）2020年3月12日 - 2024年4月8日、※『別冊少年チャンピオン』より
- 恋するふくらはぎ（吉谷光平）2020年5月5日 - 2020年6月30日
- 青の島とねこ一匹（小林俊彦）2020年5月12日 - 2020年7月7日、※『ヤングチャンピオン烈』より
- 逃亡者エリオ（細川雅巳）2020年6月3日 - 2020年7月31日、※『週刊少年チャンピオン』より
- 明日クビになりそう（サレンダー橋本）2020年7月3日 - 2020年12月11日、2022年5月19日 - 2022年7月21日、※『ヤングチャンピオン』より再掲載
- あつまれ!ふしぎ研究部（安部真弘）2020年12月2日 - 2024年4月12日、※『週刊少年チャンピオン』より
- 鯉沼さんに恩返し（かねもりあやみ）2021年1月26日、※『Eleganceイブ』より再掲載、読切
- きみのご冥福なんていのらない（松尾あき）2021年3月12日 - 2023年2月10日、※『別冊少年チャンピオン』より
- ゲキカラブ!（原作：ヒトマスモドル / 漫画：ズズ）2021年8月16日 - 2021年12月6日、※『ヤングチャンピオン烈』より
- 金四郎の妻ですが（原作：神楽坂淳 / 漫画：迫ミサキ）2022年8月26日 - 2024年3月29日、※『月刊少年チャンピオン』より
- 姫島くん、あと20センチ!（ゆいち恭）2022年11月21日 - 2024年4月1日、※『月刊プリンセス』より
- 朽ちかけ龍の契約者（みどりわたる）2022年11月24日 - 2024年4月11日、※『ミステリーボニータ』より
- きみがローファーをはいたら（大島永遠）2023年2月6日 - 2024年4月8日、※『月刊プリンセス』より

## 無料公開
災害発生時などにマンガクロスにて『週刊少年チャンピオン』を期間限定で無料公開したことがある。
- 2018年7月20日から同年7月31日にかけて『週刊少年チャンピオン』2018年32号と33号の全2号分のデジタル版を無料公開した。これは平成30年7月豪雨による影響を受けた地域を中心に、雑誌配送で大幅な遅延や未配達が発生したため[8]。
- 2020年3月4日から同年3月31日にかけて『週刊少年チャンピオン』2020年1号から12号まで全10号分のデジタル版を無料公開した。これは新型コロナウイルス感染拡大による臨時休校措置を受けて実施された[9]。
- 2024年1月25日から同年2月29日にかけて『週刊少年チャンピオン』2024年4+5号から9号までの全5号分の掲載漫画のみのデジタル版を順次無料公開した（8号は2月1日から公開、9号は2月8日から公開）。これは令和6年能登半島地震による雑誌配送の遅れや、発売できない地域があったため[10]。

## 映像化
| 作品                             | 放送年          | アニメーション制作 | 備考 |
| -------------------------------- | --------------- | ------------------ | ---- |
| 僕の心のヤバイやつ               | 2023年（第1期） | シンエイ動画       |      |
| 僕の心のヤバイやつ               | 2024年（第2期） | シンエイ動画       |      |
| 新しい上司はど天然               | 2023年          | A-1 Pictures       |      |
| 上伊那ぼたん、酔へる姿は百合の花 | 未公表          | ソワネ             |      |

| 作品     | 発売年 | アニメーション制作 | 備考                        |
| -------- | ------ | ------------------ | --------------------------- |
| 巨蟲列島 | 2019年 | パッショーネ       | コミックス6巻の特装版に付属 |

| 作品                                    | 放送年 | 制作                                                | 備考 |
| --------------------------------------- | ------ | --------------------------------------------------- | ---- |
| 博多弁の女の子はかわいいと思いませんか? | 2019年 | 日テレアックスオン（協力） ケイファクトリー（協力） |      |